# Memorial de Caen
Mémorial de Caen er et museum i Caen (Frankrig) med en fast udstilling, som primært handler om 2. Verdenskrig. 
Det blev bygget oven på den tidligere kommandobunker for general Wilhelm Richter, der havde kommandoen over 716. tyske infanteridivision. Byggeriet blev startet efter initiativ fra byen Caen og blev åbnet på årsdagen for D-dag den 6. juni 1988 af den daværende franske præsident François Mitterrand og 12 ambassadører fra de lande som deltog i kampene i Normandiet. Museet er pacifistisk orienteret og ligger ved siden af Parc international pour la Libération de l'Europe, en have som skal minde om de allieredes deltagelse i befrielsen af Frankrig. 

## Eksterne kilder
- Museets hjemmeside (engelsk)

49°11′51″N 0°23′02″V / 49.19750°N 0.38389°V